# Исторические мечети Оренбурга

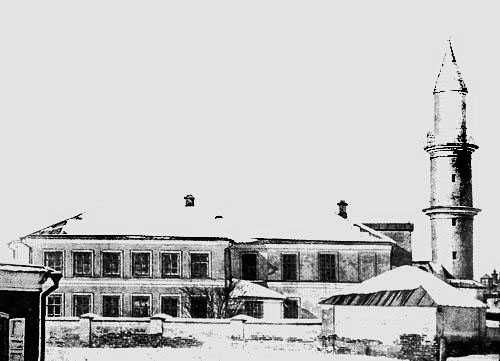
Первая соборная мечеть (фото конца XIX века)

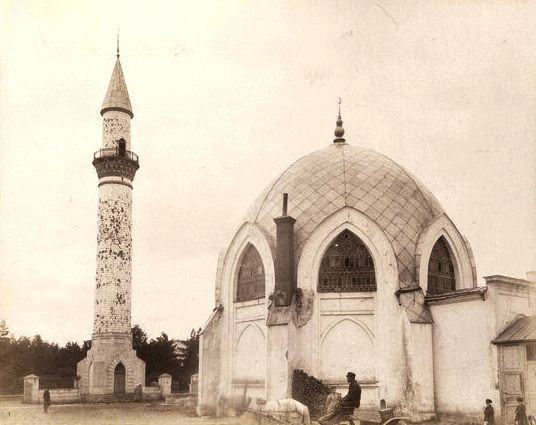
Вторая соборная мечеть (фото 1876-1888 годов)

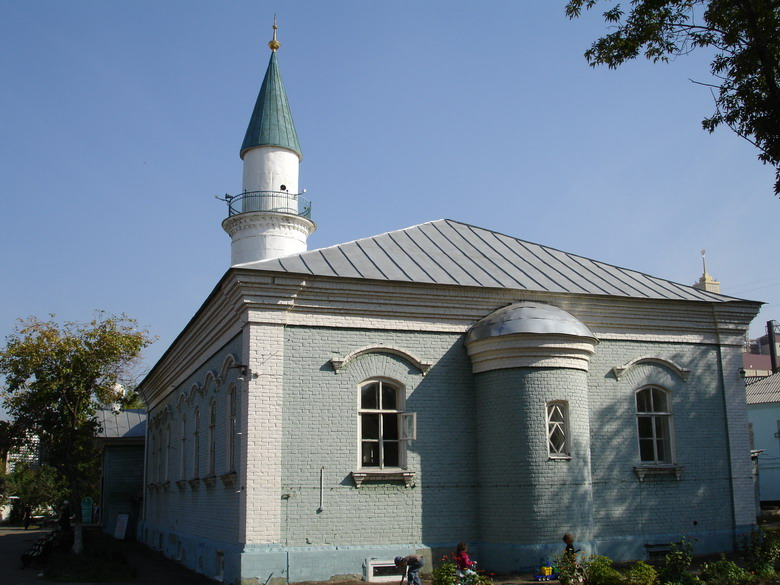
Третья соборная мечеть (Центральная)

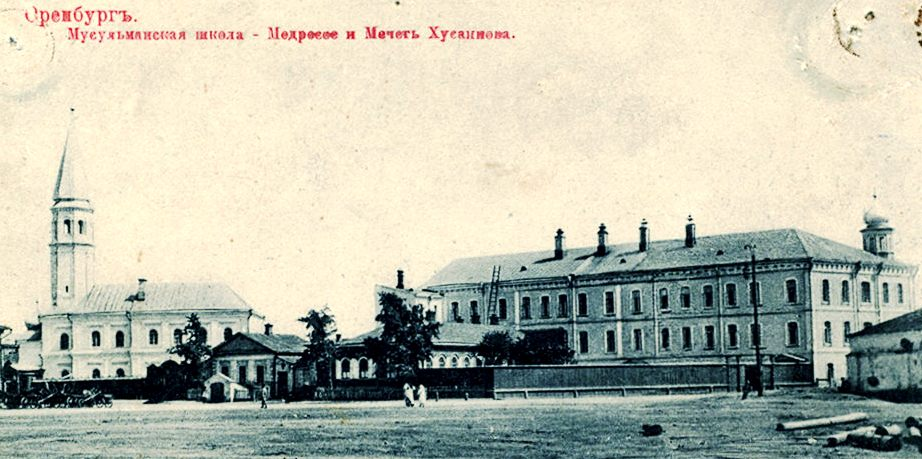
Шестая соборная мечеть (фото начала XX века)

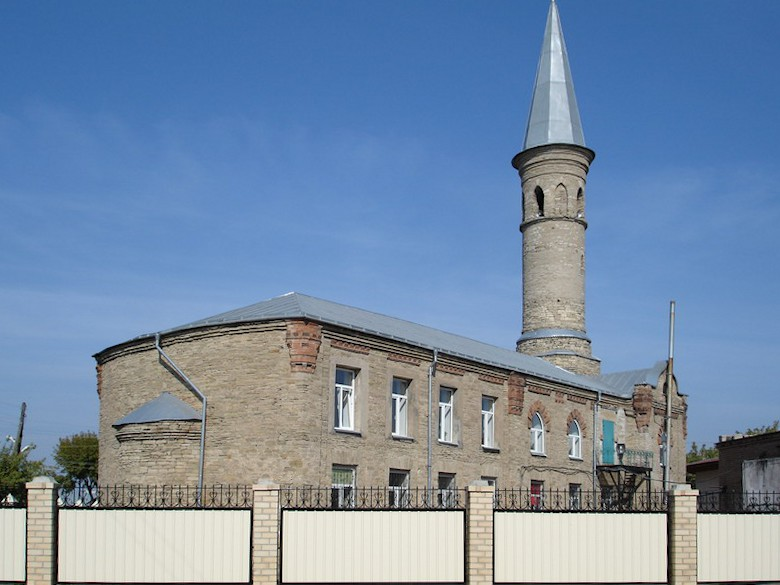
Седьмая соборная мечеть (Рамазан)

Исторические мечети Оренбурга — мечети в городе Оренбурге, построенные до 1917 года.
В 1746 году вместе со строительством Менового двора к югу от Оренбурга, за Уралом, на степной стороне была сооружена первая небольшая мечеть. Однако в 1749 году весь комплекс был уничтожен весенним разливом реки. В 1782 году императрица Екатерина II для привлечения кочующих казахов и среднеазиатских торговцев повелела строить мечети на границах Уфимского наместничества и Тобольской губернии.
Меновнинская мечеть (Меновая) — каменная мечеть построена 1785 году при Меновом дворе за казённый счет. Представляла собой каменное 1-этажное здание, квадратное в основании, размерами 6×6 сажен, с куполом и двумя 3-ярусными минаретами, фланкирующими вход, общей высотой в 10 сажен. В 1789—1817 годах при мечети работало Мусульманское училище для обучения детей казахской знати. Закрыта в 1930 году, снесена вместе с комплексом Менового двора. Сейчас о местоположении менового двора и мечети в его ансамбле напоминает только железнодорожная станция и остановка общественного транспорта "Меновой двор" (рядом со зданием ул. Донгузская, д. 46)
Первая соборная мечеть (Казённая) — каменная мечеть построена в 1804 году за казённый счет. Улица, на которой она располагалась, получила название Мечетной (ныне пер. Левашова, 12). Перестраивалась в 1830 и 1876 годах. В итоге приняла вид 2-этажного каменного здания с массивным минаретом, примыкающим с северной стороны. При мечети действовало медресе, которое на рубеже XIX-XX веков получило название «Валия». Мечеть была закрыта в 1930 году, её здание передано под студенческое общежитие, а затем — квартиры преподавателей пединститута. В настоящее время используется как жилой дом. Адрес: ул. Левашова, д.12.
Вторая соборная мечеть (Караван-сарайская) — каменная мечеть построена в 1846 году при в составе комплекса Караван-сарай, построенного для административных нужд Башкиро-мещерякского войска. В 1865 году войско было расформировано и Караван-сарай передали под гражданские нужды, однако мечеть продолжала действовать. В 1930 году мечеть была закрыта. Её здание использовалось не по прямому предназначению (общежитие, клуб, планетарий). В 1991 году возвращена верующим. Адрес: ул. Парковый проспект, д. 6/1.
Третья соборная мечеть (Центральная) построена в 1885 году рядом с сенным базаром. Здание каменное, одноэтажное с минаретом. В 1890 году в приходе насчитывалось 700, в 1908 году — около 2 тыс. человек. При мечети действовали мектеб и медресе. Имам-хатыбы: К. И. Кутыев (с 1881), А. С. Абдулкаримов (с 1908). В 1931 закрыта, в здании располагались детдом и швейная ф‑ка. В 1945 году здание возвращено верующим, с 1991 года Центральная соборная мечеть. С 2001 года действует медресе «Хусаиния». Адрес: ул. Терешковой, д. 10А.
Четвёртая соборная мечеть (Хабибия) — постройка соборной мечети была разрешена в 1885 г. (по журналу Оренбургского губернского правления от 27.06.1885). Первоначально к ней были отчислены 330 из 833 мусульман мужского пола, состоявших при 3-й соборной мечети Оренбурга. В связи с неослабевающим притоком новых переселенцев этот район активно застраивался. Если в 1890 г. приход был наименьшим в городе и насчитывал 530 чел. (280 мужчин и 250 женщин), то к 1908 г. число мусульман здесь возросло до 3251 чел. (соответственно 1669 и 1582). По соседству с соборной мечетью, в глубине двора находилось 1-этажное деревянное здание мектебе, а в 1914 г. на пожертвования началось возведение здания медресе. В 1917 г. приходское медресе «Хабибия» насчитывало уже 71 учащегося. Старшими имамами мечети были Гилязетдин Габдульманович Мустафин (1885–1902), Кашафутдин Касимович Хабибуллин (с 1902 г.). К 1923 г. количество мусульман, активно посещавших соборную мечеть, составляло 145 чел. В 1930 г. она была закрыта. Здание, утратившее минарет, занимали клуб, школа № 28, в годы Великой Отечественной войны здесь располагался госпиталь № 3327. В связи с дальнейшей застройкой здание мечети оказалось на территории Оренбургского госпиталя ветеранов войны и используется как одно из его хозяйственных помещений. Адрес расположения мечети: ул. Комсомольская, д.202/1.
Пятая соборная мечеть (Сулеймания) построена в 1887 году. Здание каменное, 2‑этажное с минаретом. В 1890 году в приходе насчитывался 1941, в 1923—420 человек. При мечети действовали мектеб и медресе, 1‑я городская мусульманская библиотека (с 1917 года). Имам-хатыбы: З. Х. Кашаев (с 1887), А. З. Кашаев (с 1917). В 1931 году закрыта. В 1992 году здание возвращено верующим, мечеть носит название «Сулеймания». Адрес: ул. Заводской переулок, д. 41.
Шестая соборная мечеть (Хусаиния) построена в 1892 году на средства купца 1‑й гильдии А. Г. Хусаинова. Здание каменное, 2‑этажное с минаретом. Располагалась мечеть невдалеке от хлебного, мучного и солевого базаров. В 1908 году в приходе насчитывалось 650 человек. При мечети действовало медресе «Хусаиния». Имам-хатыб — Г. Г. Давлетшин (с 1890). В 1931 закрыта, здание передано под общежитие Татарского педагогического техникума, в 1992 году возвращено верующим. Адрес: ул. Кирова, д.3.
Седьмая соборная мечеть (Рамазан) построена в 1910 году. Здание каменное, 2‑этажное. В 1932 году в приходе насчитывалось около 300, в 1936 — около 1 тыс. человек. При мечети действовало медресе. Имам-хатыб — З. Ахметзянов (с 1909). В 1937 году закрыта, в 1996 году здание возвращено верующим, мечеть носит название «Рамазан». Адрес: ул. Лобовская, д. 112.